# 남의 속도 모르고 (1959년 영화)
"남의 속도 모르고"는 1959년 공개된 대한민국의 영화이다.

## 배역
- 김승호
- 김지미
- 황정순
- 방수일
- 최남현
- 나애심
- 주선태
- 김숙일
- 김철
- 이기홍
- 김칠성
- 박옥초
- 강계식
- 강선희
- 복원규